# Centropomidae

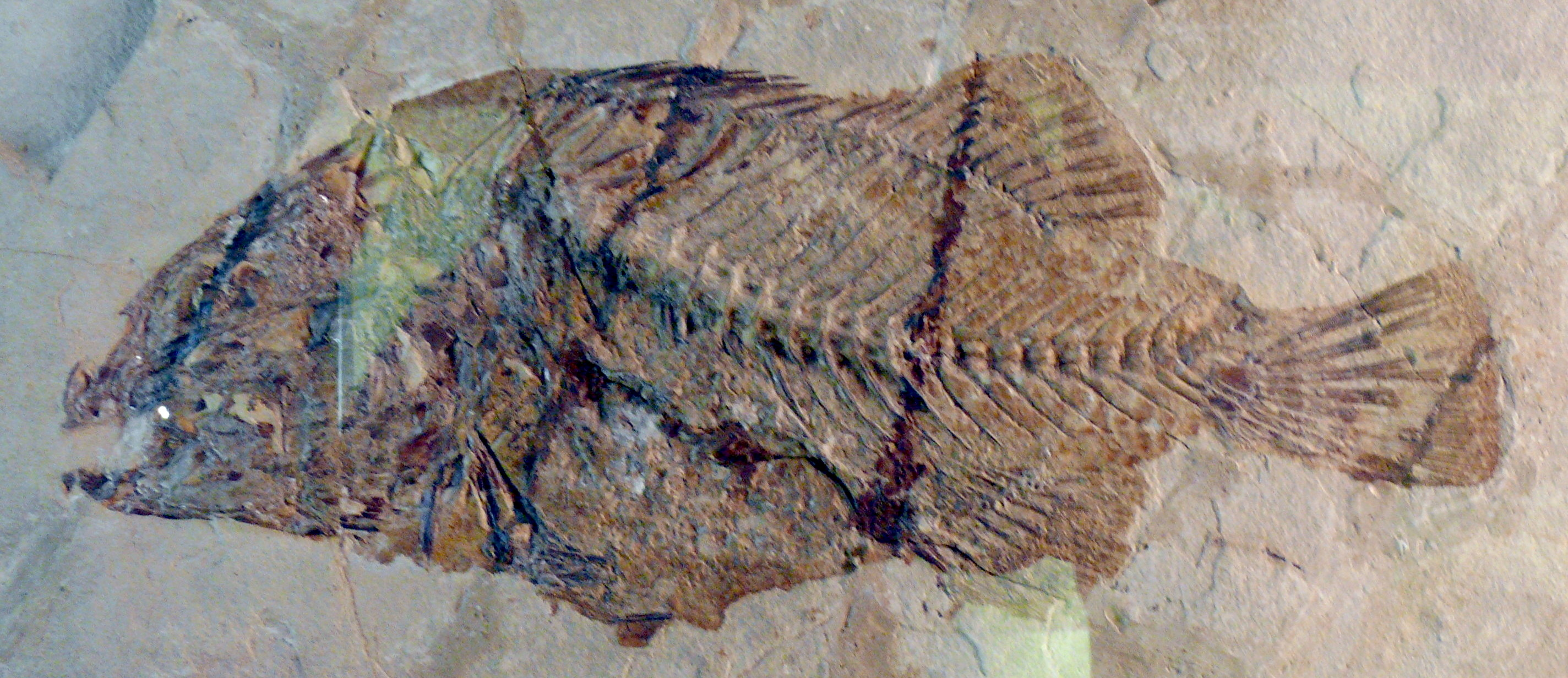
Cyclopoma gigas del Eoceno, Monte Bolca (Italia).

Los róbalos (familia Centropomidae con el único género Centropomus) es un grupo de peces marinos y de agua dulce incluida en el orden Perciformes. Se distribuyen por los ríos de toda América y por el océano Atlántico.
Morfológicamente se parecen a las percas con perfil de boca cóncavo, con una longitud máxima descrita de 1,4 m. Aleta dorsal dividida en dos, con 7 a 8 espinas en la primera mitad y 1 espina y 8 a 11 radios blandos en la segunda, mientras que la aleta anal tiene 3 espinas y 6 a 9 radios blandos.
Son una importante fuente de alimentación.
Aparecen por primera vez en el registro fósil en el Cretácico superior.

## Géneros y especies
Familia que ha cambiado de tamaño recientemente, pues los géneros Hypopterus, Lates y Psammoperca que tradicionalmente se incluían aquí ahora se clasifican en una nueva familia llamada Latidae. Así, los Centropomidae quedan con un solo género con 12 especies:
- Género Centropomus (Lacepède, 1802)
  - Centropomus armatus (Gill, 1863) - Róbalo espina larga.
  - Centropomus ensiferus (Poey, 1860) - Róbalo de espolón o Róbalo espinoso.
  - Centropomus medius (Günther, 1864) - Róbalo aleta prieta.
  - Centropomus mexicanus (Bocourt, 1868) - Róbalo gordo.
  - Centropomus nigrescens (Günther, 1864) - Róbalo negro o Róbalo prieto.
  - Centropomus parallelus (Poey, 1860) - Robalito.
  - Centropomus pectinatus (Poey, 1860) - Constantino.
  - Centropomus poeyi (Chávez, 1961) - Róbalo prieto.
  - Centropomus robalito (Jordan y Gilbert, 1882) - Constantino o Róbalo de aleta amarilla.
  - Centropomus undecimalis (Bloch, 1792) - Róbalo común o Róbalo blanco.
  - Centropomus unionensis (Bocourt, 1868) - Róbalo serrano.
  - Centropomus viridis (Lockington, 1877) - Róbalo plateado.